# Lilla sjö (Hästveda socken, Skåne)
Lilla sjö är en sjö i Hässleholms kommun i Skåne och ingår i Helge ås huvudavrinningsområde. Sjön har en area på 0,144 kvadratkilometer och ligger 57,6 meter över havet. Vid provfiske har bland annat abborre, björkna, braxen och gädda fångats i sjön.
Fram till 1940-talet var sjön en badsjö med sandbotten och tre badställen: damernas, herrarnas och prästens. Brist på funktionellt reningsverk, obefintlig filtrering från torvbrytningen på Åbuamossen och fosfor- och kväveläckage från hushåll och jordbruk försvårade sjöns möjligheter att överleva av egen kraft.
Runt Lilla sjö finns en 2,6 km lång belyst motionsslinga. Det finns även ett utegym vid sjön i anslutning till motionsslingan.

## Historia och restaurering

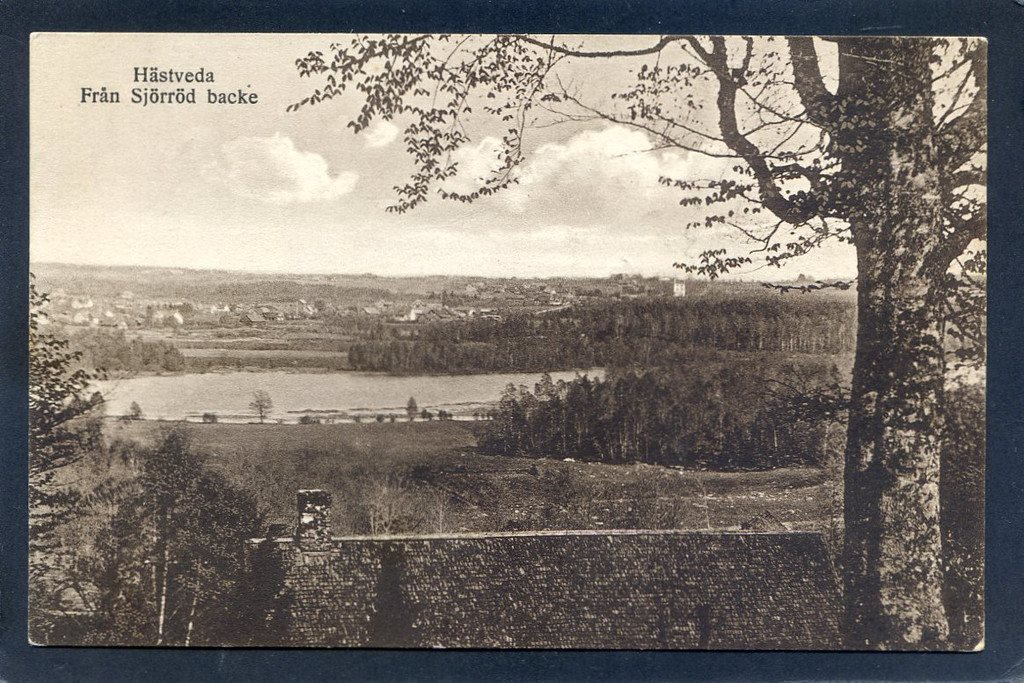
Lilla sjö fotograferad från väster mot öster. Årtal för när fotografiet är taget är okänt. I bildens högra övre fjärdedel kan man skönja Hästveda kyrka. Fotograf: Albert Carlsson (Ingvert).

Lilla sjö har sänkts två gånger med sammanlagt ca 1,8 m. Den första sjösänkningen inträffade på 1860-talet då Södra stambanan byggdes. I början av 1900-talet skedde den andra sänkningen, då med syftet att skapa ny jordbruksmark. Idag är vattendjupet ca 0,8–1 meter.
Sjön har under lång tid belastats av orenat avloppsvatten, dagvatten och av torv- och humusrester från torvbrytningen på Åbuamossen via Kvarnabäcken. Dessutom har rester från lokala slakterier och mejerier spolats rakt ut i sjön vilket kunde leda till att sjön ibland var helt vit. Genom denna omfattande belastning av näringsämnen och humus blev sjön kraftigt övergödd, vilket yttrade sig dels genom igenväxning och dels genom kraftig blomning av cyanobakterier, huvudsakligen Microcystis. Det första reningsverket byggdes 1961.
1977 bildades Lillasjöns naturvårdsförening som i samarbete med Hässleholms kommun tog fram ett åtgärdsprogram för sjöns bevarande. Restaureringen inleddes under tidigt 1990-tal genom t.ex. reglering av vattennivån, vassklippning och att det närliggande reningsverkets utlopp flyttades till en våtmark söder om sjön.
Det första steget i restaureringen av Lilla sjö var en omfattande VA-sanering av framför allt Kvarnabäcken som är sjöns huvudsakliga tillflöde. Vidare ersattes gångbron som avgränsade sjöns norra del mot dess södra (vilket utgörs av våtmark) med en vall som gav vissa regleringsmöjligheter för vattennivån. Näringsavlastningen kompletterades genom att reningsverkets utlopp flyttades från sjöns norra till dess södra del. Här fanns intresse av att vitalisera och utvidga våtmarken, varför utloppet anlades som en långsmal damm i dess ytterkant. Vattnet infiltrerar från denna damm hela våtmarkens längd och väter därmed tidigare upptorkade ytterområden. Den samlade effekten av dessa åtgärder blev en kraftig fosfor- och kväveavlastningen av sjöns norra del och en minskande algblomning. Avlastningen av Kvarnabäcken och flyttningen av reningsverkets utsläppspunkt förbättrade redan i slutet av 1990-talet kraftigt situationen i sjöns norra del.
Under 2016 och 2017 genomfördes en studie där man utreder olika alternativ för att ta bort en del av sjöns bottensediment. Uppskattningsvis finns det ca 4 m bottensediment bestående av bl.a. rester från torvbrytningen på Åbuamossen. Även de nedströms sjöarna Ottarpasjön och Ballingslövssjön är föremål för utredning vad gäller vattenvårdande åtgärder.

## Delavrinningsområde
Lilla sjö ingår i det delavrinningsområde (623467-137980) som SMHI kallar för Mynnar i Almaån. Medelhöjden är 70 meter över havet och ytan är 43,87 kvadratkilometer. Det finns ett avrinningsområde uppströms, och räknas det in blir den ackumulerade arean 65,49 kvadratkilometer. Lilla å som avvattnar avrinningsområdet har biflödesordning 3, vilket innebär att vattnet flödar genom totalt 3 vattendrag innan det når havet efter 70 kilometer. Avrinningsområdet består mestadels av skog (52 procent), öppen mark (13 procent) och jordbruk (23 procent). Avrinningsområdet har 1,2 kvadratkilometer vattenytor vilket ger det en sjöprocent på 2,7 procent. Bebyggelsen i området täcker en yta av 2,57 kvadratkilometer eller 6 procent av avrinningsområdet.

## Fisk
Vid provfiske har följande fisk fångats i sjön:
- Abborre
- Björkna
- Braxen
- Gädda
- Mört
- Sarv
- Sutare

Även karp uppges förekomma i sjön.